# Adyen
Adyen（アディエン、オランダ語: Adyen N.V.）は、グローバル企業を中心に国際決済ソリューションを提供する多国籍企業。オランダ・アムステルダムに本社を置き、世界20カ国以上に拠点を持つ。ユーロネクスト・アムステルダム上場企業（Euronext: ADYEN ）。

## 沿革
2006年にPieter van der DoesやArnout Schuijffらの投資家グループによって設立、社名は"Start over again"を意味するスラナン語から採られた。2009年に結んだグルーポンとの契約獲得が最初のグローバル企業の接点となり、2012年にはサンフランシスコやロンドンなどにオフィスを開設した。
決済におけるゲートウェイ、リスクアセスメントおよび支払工程システムを処理する単一のプラットフォームを開発したことから大企業を中心に支持を拡げ、Visa、マスターカード、JCBをはじめとする国際決済システムに加えて、2017年には中国の3大決済システム（Alipay、WeChatPay、UnionPay）への対応を完了した。2018年2月、eBayと主要決済システムパートナー契約を締結した。
2014年12月、アメリカの複数のベンチャーキャピタルから資金を調達、2018年6月、株式を上場し公開企業となった。
売上はアムステルダムを中心とするヨーロッパ地域の割合が高いが、近年はシリコンバレー拠点企業に対する投資の増加からサンフランシスコが第2の拠点となり、北米やアジア太平洋地域のビジネスの割合が増加している。
2022年10月、アメリカ合衆国とヨーロッパで銀行免許を取得し、法人向け当座預金と中小企業向け融資の提供を開始すると発表した。

## 日本における事業
日本法人（Adyen Japan K.K.）は、東京（港区）にオフィスを持つ。
2022年7月、ファーストリテイリングへの決済プラットフォームを提供を発表、ユニクロの店舗およびオンラインストアの支払いにAdyenの決済技術が導入されることとなった。 